# 심플 애드블록
심플 애드블록(Simple Adblock)은 온라인 광고를 차단할 수 있는 인터넷 익스플로러용 광고 차단 프로그램이다. 플래시 광고, 배너 광고, 리치미디어, 슬라이드인과 플라이인과 같은 웹 사이트의 모든 종류의 광고를 차단한다. 무엇보다 광고 제거 기술에 있어서 파이어폭스의 가장 인기있는 부가 기능인 애드블록 플러스의 필터를 그대로 이용할 수 있다는 것이 주요한 특징이다.

## 주요 특징
- 파이어폭스의 가장 있는 부가 기능인 애드블록 플러스의 필터를 그대로 적용 가능하다.

전 세계적으로 광고 제거와 관련하여 명성이 가장 높은 애드블록 플러스의 필터를 장착했다. 특히 영어권을 대상하며, 보편적인 필터 목록인 이지리스트(EasyList)와 한국 구독 필터인 코르셋 보관됨 2011-04-03 - 웨이백 머신(Corset)을 기본적으로 지원한다.
- 개인 정보 보호를 위해 설정 부분에서 이지 프라이버시(Easy Privacy)라는 옵션 제공한다.

개인 정보 보호 필터는 많은 사이트는 인터넷 상에서 당신을 행위와 이동 경로 등을 추적하기 위한 쿠키와 트래킹 스크립트의 조합을 사용한다. 트래킹 스크립트는 쿠키에 저장된 ID와 함께 트래킹 부분으로 당신이 방문하고 있는 사이트를 다시 보고한다. 이것은 개인의 위치 추적처럼 인터넷 행위나 이동 행적의 프로파일을 구성하기 위해 사용되고, 어떤 경우에는 페이스북과 같은 소셜 사이트에서 당신에 대한 정보와 링크될 수 있다.
- 사용자 필터를 통해 필터를 추가, 수정, 삭제 가능하다.

심플 애드블록은 한국 사용자에게 기본적으로 이지리스트와 코르셋이라는 두 구독 필터를 지원한다. 그렇지만 이 두 필터 목록은 심플 애드블록을 자체에서 호스팅하는 형태이고, 파일을 수정할 수 없게 프로그램되어 있다. 그렇지만 필터를 추가하고, 웹 페이지 오작동 피해에 대처할 수 있도록 임시 방편 차원에서 개인화된 필터를 제공하게 되었다.

## 구독 필터
심플 애드블록의 구독 필터는 자체적으로 제공되지 않고, adblockplus.org의 전체 구독 필터 목록에서 구독 필터를 가져와 간접적으로 제공된다. 예를 들어 한국 사이트에 제공되는 구독 필터는 코르셋이라는 이름의 구독 필터를 가져와서 심플 애드블록의 서버에서 간접적으로 업데이트한다.